# Glanglmarkt
Der Glanglmarkt in Wels, Oberösterreich, ist ein traditioneller nur einmal jährlich am Samstag nach Mariä Lichtmess (Maria Lichtmess ist am 2. Februar) abgehaltener Kleintiermarkt. Der Glanglmarkt ist Österreichs größter Kleintiermarkt mit mehr als 10.000 ausgestellten und feilgebotenen Kleintieren. Er zieht jedes Jahr zahlreiche Schaulustige und Käufer an.

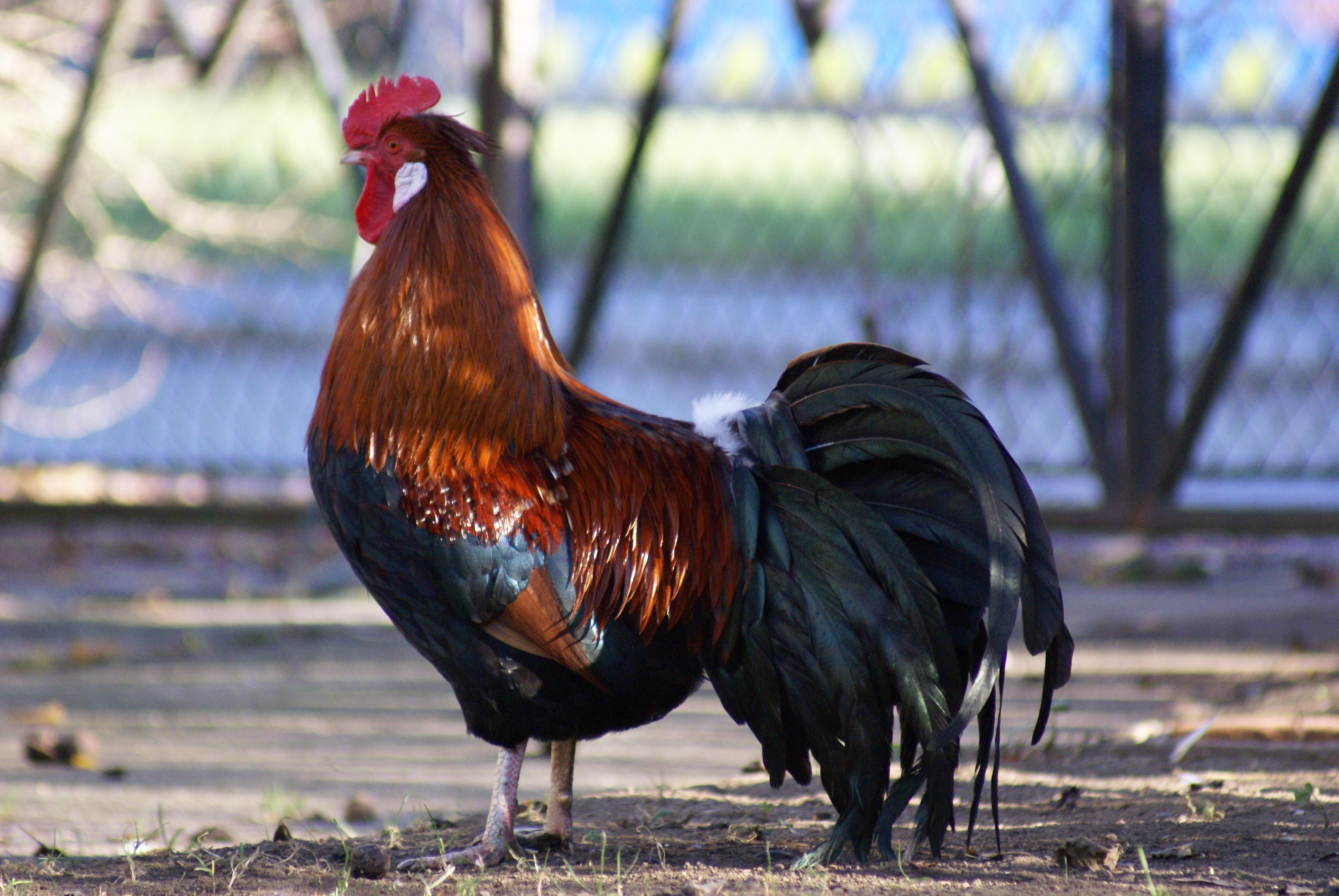
Haushuhnrasse „Altsteirer“

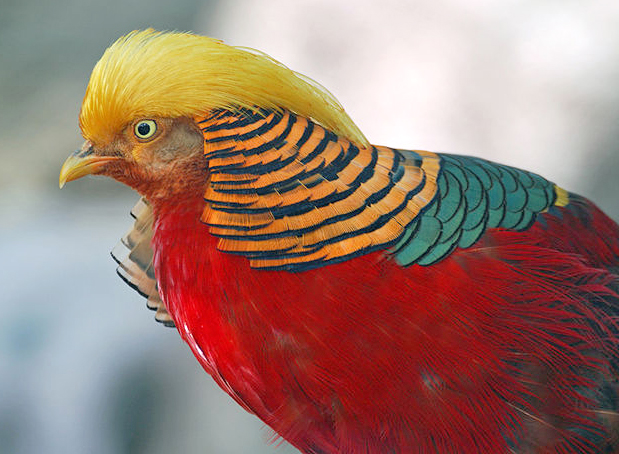
Männlicher Goldfasan

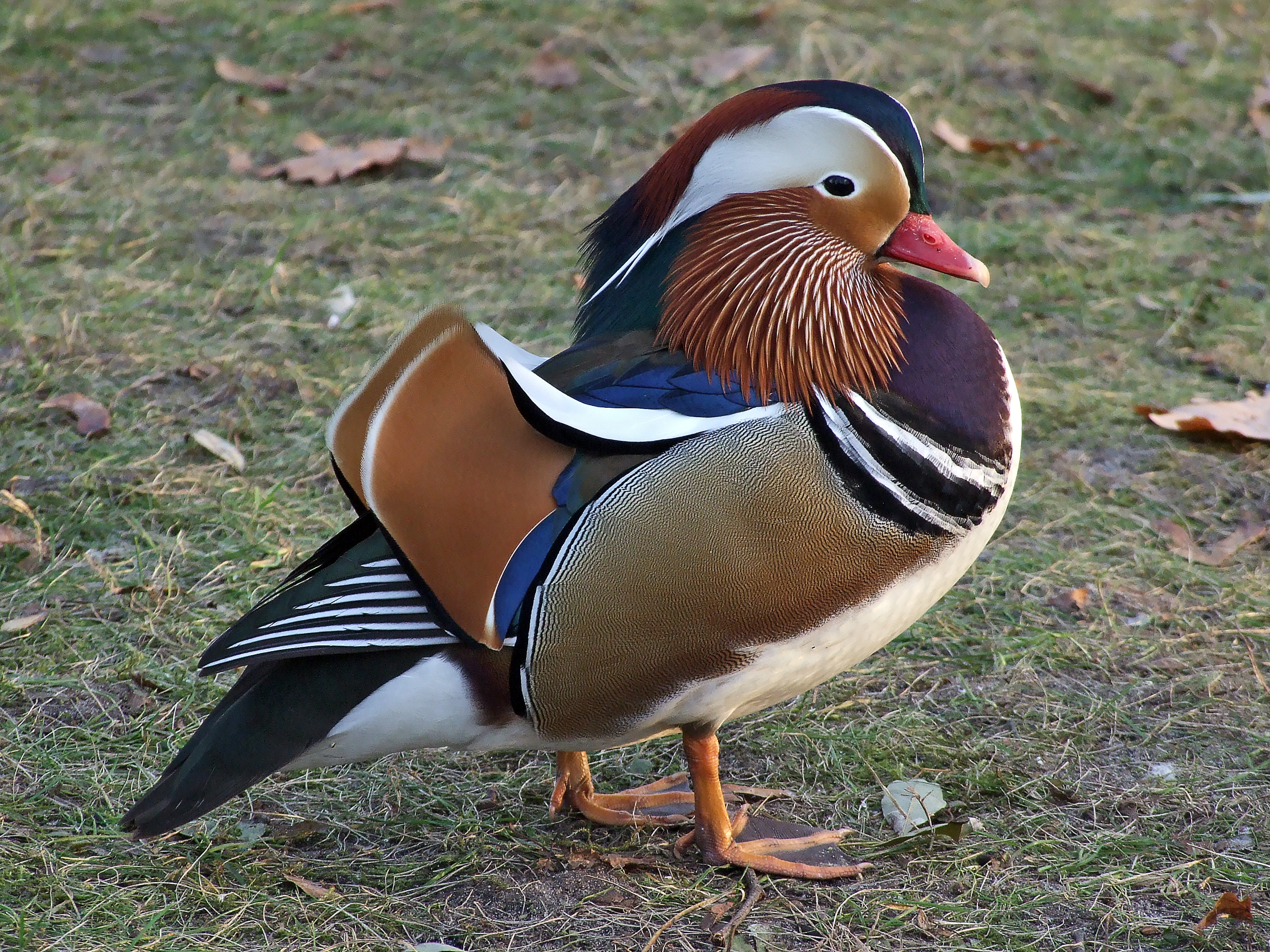
Die männliche Mandarinente gehört zu den farbenprächtigsten Entenvögeln

Zu Maria Lichtmess konnten/mussten traditionell die Dienstboten (Knechte, Mägde, Dienstmädchen, männliche Dienstboten) ihre Stelle wechseln („glangln“ bedeutet umherziehen). Der Glanglmarkt bot Gelegenheit, sich vom übers Jahr vermehrten und aufgezogenen Kleinvieh (Hühner, Tauben oder Kaninchen) zu trennen, weil die Tiere nicht zu neuen Dienstherren mitgenommen werden konnten, schlichtweg um Geld zu verdienen, um neue Zuchttiere oder einfach nur einen Sonntagsbraten zu kaufen oder um Informationen über mögliche neue Dienstherren zu bekommen oder um Erfahrungen zur Tierzucht, -aufzucht und -haltung auszutauschen.
Die Zucht und Aufzucht von Kleintieren, die mit wenig Aufwand gehalten werden konnten, war ein den Dienstboten erlaubtes Zubrot. Das betraf Geflügel (Hühner, Truthühner, Enten, Gänse und Haustauben), Wildgeflügel (Rebhühner, Perlhühner und Wachteln), Ziergeflügel (Goldfasane), Hasen und Kaninchen,  Singvögel.
Der Glanglmarkt wurde und wird auch als Tierausstellung genutzt, als  Gelegenheit für die Prämierung von Zuchttieren. Früher wurden auch  schöne beim ehedems traditionellen Vogelfang erbeutete Singvögel ausgestellt, prämiiert und gehandelt. Heutzutage bietet der vielfältige Glanglmarkt die einmalige Gelegenheit auch beispielsweise seltene Hühnerrassen, Junggänse, Mandarinenten, Tauben, Pfauen, Käfigvögel und sonstige Heimtiere zu sehen (und zu riechen) oder zu erwerben. Außerdem wird auch Equipment für die Kleintierhaltung angeboten.
Ähnliche Märkte sind
- der Taubenmarkt in Wasserburg am Inn immer am ersten Sonntag im Februar,[4]
- der Taubenmarkt in Schwarzenbach an der Saale (2. Sonntag im Februar)
- der Kleintiermarkt in Obergünzburg im Allgäu am Ostermontag und am zweiten Weihnachtstag
- diverse Lichtmessmärkte[5] in Deutschland
- die Hl.-Dreikönigs-Märkte in Ried im Innkreis und Straubing(dort seit 1990[6])

Erstmals seit 50 Jahren musste der Glanglmarkt 2017 abgesagt werden, die Ansteckungsgefahr mit der zum Zeitpunkt grassierenden Vogelgrippe wurde als zu hoch eingeschätzt.